# 植木朝子
植木 朝子（うえき ともこ、1967年3月19日 - ）は、日本の国文学者。同志社大学教授、前同志社大学学長、日本学術会議会員。専門は日本中世文学、特に中世歌謡・芸能。夫は文芸評論家で武蔵野音楽大学教授の武藤康史。祖父は国文学者の吾郷寅之進。

## 来歴
千葉県立東葛飾高等学校卒業。1990年、お茶の水女子大学文教育学部国文学科卒業、1992年、同大学院修士課程修了、1995年、同比較文化学専攻博士課程単位取得満期退学。同大学助手、1996年、十文字学園女子短期大学専任講師、1998年「今様の世界」でお茶の水女子大学人文科学博士。2001年、十文字学園女子大学助教授。2002年、日本歌謡学会志田延義賞受賞。2005年、同志社大学文学部国文学科助教授、2007年、同大学教授、2012年博士後期課程教授。2015年より同志社大学文学部長。2017年4月から副学長。2019年11月8日にあった学長選挙で、第34代学長に選出された。同志社大学では初の女性学長となる。任期は2020年4月1日から4年間。2023年、日本学術会議会員。
- 専門は中世歌謡であるが、そこを起点に古代から近現代に至るまで幅広い論考がある。
- 宝塚歌劇の観劇案内も書いている。
- 2014年より祇園甲部「都をどり」の構成・作詞を担当している。

## 著書
- 『梁塵秘抄とその周縁 今様と和歌・説話・物語の交流』三省堂 2001
- 『中世小歌愛の諸相 『宗安小歌集』を読む』森話社 2004
- 『梁塵秘抄の世界 中世を映す歌謡』角川選書、2009
- 『今様　コレクション日本歌人選025』笠間書院、2011
- 『風雅と官能の室町歌謡　五感で読む閑吟集』角川選書、2013
- 『梁塵秘抄』ちくま学芸文庫、2014。編訳
- 『虫たちの日本中世史　『梁塵秘抄』からの風景』ミネルヴァ書房「叢書・知を究める」、2021

### 共編著
- 『宝塚歌劇団スタディーズ～舞台を100倍楽しむ知的な15講座』江藤茂博編、加藤暁子、清水玲子、日向薫共著、戎光祥出版、2007
- 『梁塵秘抄　ビギナーズ・クラシックス』角川ソフィア文庫、2009